# 费里西
费里西（法語：Féricy，法語發音：[feʁisi] ⓘ）是法国塞纳-马恩省的一个市镇，属于默伦区。

## 地理
费里西（48°27'36"N, 2°48'4"E）面积9.33 平方千米，位于法国法蘭西島大區塞纳-马恩省，该省份为法国北部内陆省份，北起瓦兹省，西接埃松省、马恩河谷省、塞纳-圣但尼省和瓦兹河谷省，南至卢瓦雷省，东南接约讷省，东临马恩省和奥布省，东北接埃纳省。
与费里西接壤的市镇（或旧市镇、城区）包括：布里地区勒沙泰勒、方丹港、埃里西、马绍。

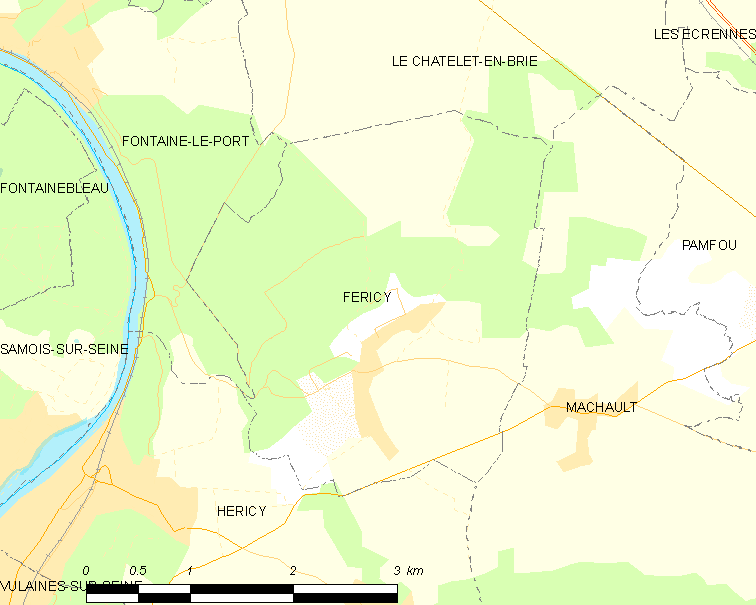
费里西的OSM定位图

费里西的时区为UTC+01:00、UTC+02:00（夏令时）。

## 行政
费里西的邮政编码为77133，INSEE市镇编码为77179。

## 政治
费里西所属的省级选区为楠日县。

## 人口

1962-2008年间费里西人口变化图示

费里西于2022年1月1日时的人口数量为613人。